# Kościół Przemienienia Pańskiego w Stężycy
Kościół Przemienienia Pańskiego – rzymskokatolicki kościół filialny z XVIII wieku należący do dekanatu Ryki diecezji siedleckiej.

## Historia
Kościół był częścią zabudowań klasztornych Franciszkanów. Klasztor został założony w 1591 roku i obok niego zbudowano drewniany kościół. Kościół murowany rozpoczęto budować w 1641 z funduszy mieszczan i starościca stężyckiego Stanisława Trojanowskiego, a konsekracji dokonano w 1653 roku. Zabudowania te były często niszczone przez Wisłę, ale szczególnie dużych zniszczeń rzeka dokonała w dniu 20 czerwca 1749 roku. Z tego powodu nowy kościół i klasztor zbudowano w obecnym miejscu, budując go jednak z drewna. Ten kościół z kolei został zniszczony w dniu 25 listopada 1790 roku przez pożar. 
Obecna murowana budowla w stylu barokowym została wzniesiona w latach 1790–1827. Klasztor został skasowany przez zaborców rosyjskich w 1864 roku po upadku Powstania styczniowego. Po kasacie kościół stał się filią kościoła parafialnego. W latach 30. XX wieku zastąpiono pokrycie dachówkowe blachą.

## Wnętrze
- Ołtarz główny z 1790 roku
- Obraz Ecce Homo z XVII wieku
- Obraz św. Jana Padewskiego z XVII wieku (z lewej strony nawy)
- Ambona z XIX wieku
- organy 9-głosowe wykonane około 1830 roku, przebudowane przez Józefa Wójcika z Garbatki, z mechanicznymi: trakturą gry i trakturą rejestrów[2].  - Dzwonnica

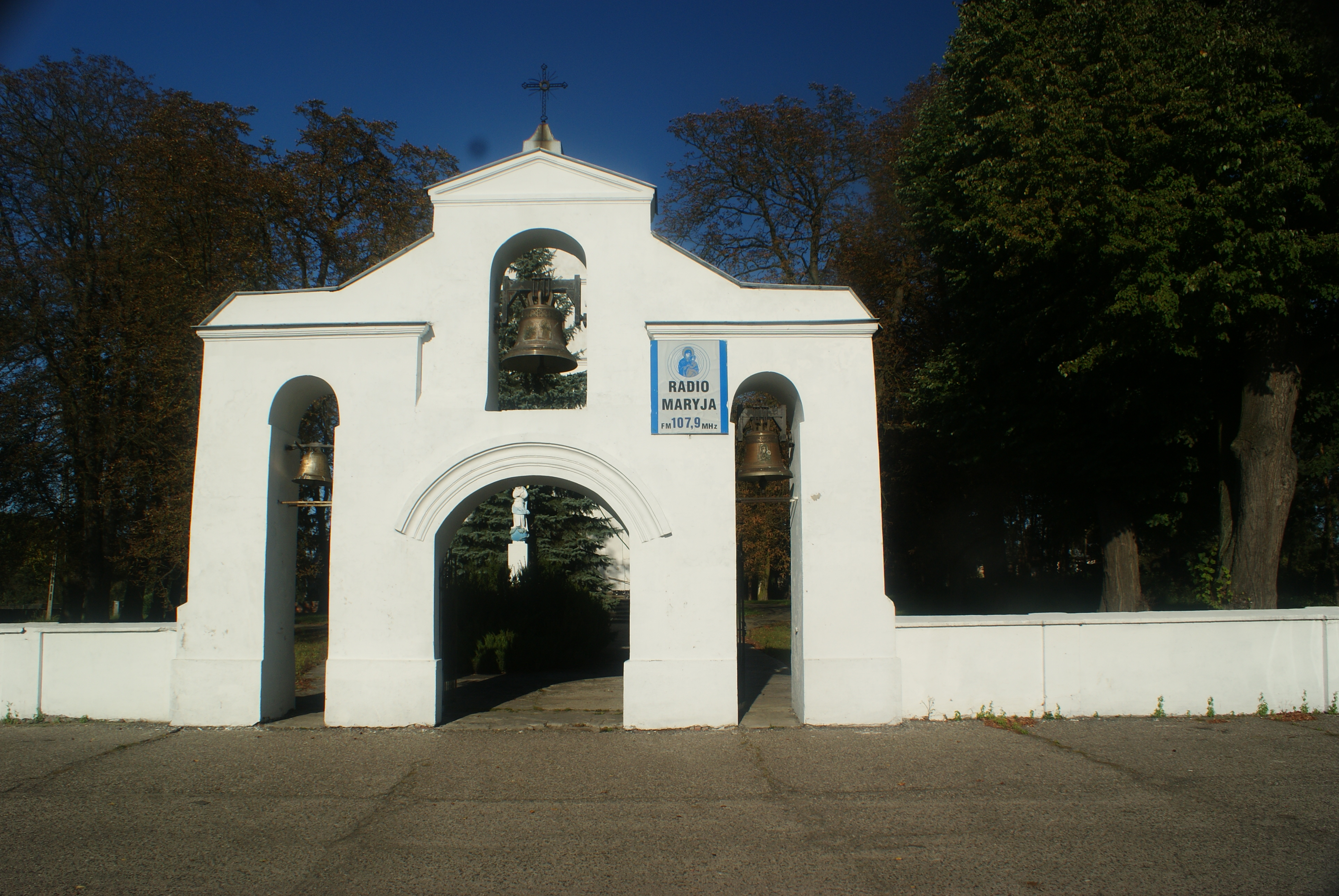
Dzwonnica
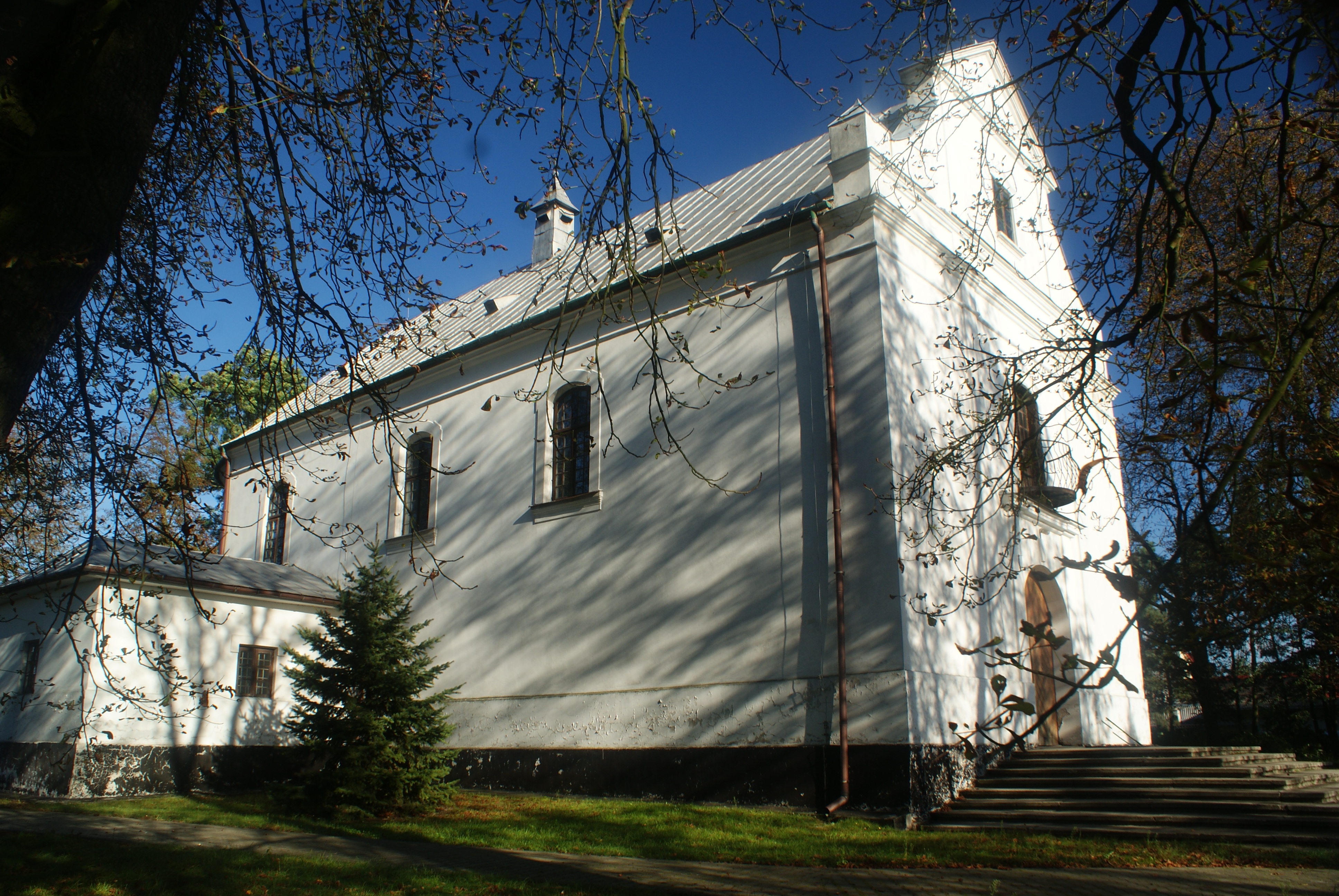